# Hard Rock Hallelujah
Hard Rock Hallelujah — пісня фінського рок-гурту Lordi, з якою вони перемогли на національному відборі Euroviisut 2006 та представляли Фінляндію на Пісенному конкурсі Євробаченні 2006, яке проходило в Афінах, де пісня принесла Фінляндії першу та єдину в історії перемогу на Євробаченні.
«Hard Rock Hallelujah» є найпопулярнішою рок-піснею в історії Євробачення та наразі єдиною у жанрі хардроку серед тих, що вигравали конкурс. Пісня також входить до Книги рекордів Гіннеса з караоке після того, як приблизно 90 000 людей зібралися в Гельсінкі, щоб заспівати «Hard Rock Hallelujah» під час святкування перемоги Фінляндії на Євробаченні 2006.
Пісня посіла 1 місце у фінських чартах, увійшла до чартів дванадцяти інших європейських країн, а також загального європейського чарту.

## Про пісню
Автором «Hard Rock Hallelujah» став вокаліст гурту Lordi — Mr. Lordi. Продюсуванням займався фінський музичний продюсер Юркі Туовінен.
Жанр і стиль Lordi часто описують як «шок-рок» через їхні театральні живі виступи, під час яких вони носять маски монстрів та інші елементи жахів. Створення «Hard Rock Hallelujah» відбувалося в межах саме цієї концепції, яку гурт розвиває від моменту свого заснування: образів монстрів, сценічної театральності, алюзій до фентезі та фільмів жахів. Водночас пісня є прикладом жанрового поєднання хард-року й хеві-металу й елементів готичної естетики. Композиція пісні поєднує естетику рок-міфології з символікою апокаліпсису й бунту проти традиційних норм.
Заключна частина композиції містить алюзії на «день Роконінгу» (від англ. reckoning — відплата, розплата), де новими героями стають ті, кого раніше знецінювали. Це метафора перевороту соціальної ієрархії: у фінальній сцені апокаліпсису перемагають не старі авторитети, а ті, хто зберіг відвагу бути собою. Таким чином, у «Hard Rock Hallelujah» Lordi вкладали не лише зміст пісні-маніфесту рок-н-ролу, а й узагальнену метафору переосмислення віри, сили та ідентичності у межах сучасної масової культури.
У грудні 2022 року Lordi випустили нову версію «Hard Rock Hallelujah» за участю запрошеного виконавця Бюргера Ларса Дітріха, який того ж року переміг у німецькому шоу The Masked Singer з «Hard Rock Hallelujah». Кошти від продажу нового синглу спрямували на благодійність на підтримку України, що постраждала через повномасштабне російське вторгнення.

## Кліп
Перший офіційний відеокліп на пісню «Hard Rock Hallelujah», знятий у стилі підліткового фільму жахів, вийшов навесні 2006 року. Режисером став Піт Ріскі. У центрі сюжету — сором'язлива, соціально ізольована школярка, фанатка хард-року, яка зіштовхується з приниженням і зневагою з боку своїх однолітків. На початку кліпу героїня зазнає морального тиску з боку типових представників шкільної ієрархії — футболіста, черлідерів, учнів, які демонстративно її ігнорують або відвертаються. Це відображає структуру культури, в якій участь у спортивних командах або шоу-групах є символом статусу та прийняття. Героїня кліпу — в протилежному таборі, маргіналізована через свою інакшість і музичні смаки. Втім, у кульмінації відео відбувається своєрідне «спасіння»: підтримка Lordi, які з'являються у шкільному спортзалі та надають дівчині силу протистояти тим, хто її зневажає. У її погляді з'являється впевненість. Фінал відео має символічний підтекст — колись домінантна структура зазнає руйнування. Це алегорія розпаду «світських» ієрархій і торжества тих, хто залишився вірним собі, навіть перебуваючи поза системою.
Друге музичне відео вийшло навесні 2007 року. Режисером став Антті Й. Йокінен. Нове відео показали як відкриття Євробачення 2007. Сюжет кліпу розгортається в Лапландії і базується на фінській міфології. Головним персонажем є Лапландський троль (Яспер Пяекконен), який мандрує дикими просторами Лапландії, доки не зустрічає Lordi. Фінальна частина відео — пряма трансляція Євробачення 2007.

## Пісенний конкурс Євробачення 2006

### Euroviisut 2006
Euroviisut був фінським національним відбором для визначення представника країни на Пісенному конкурсі Євробачення 2006. Саме на національному відборі гурт Lordi, учасники якого виступали в костюмах монстрів, одразу привернув увагу ЗМІ своїм стилем, нетиповим для Євробачення.
На Euroviisut 2006 кожен учасник виконував дві свої пісні, з яких глядачі обирали одну для проходу до наступного етапу. Всього у конкурсі взяли участь 12 виконавців з 24 піснями. 13 січня 2006 року Lordi виконали «Hard Rock Hallelujah» та «Bringing Back the Balls to Rock», свої конкурсі пісні, у першому півфіналі. У фінал пройшла перша пісня гурту, здобувши 58 % голосів глядачів.
У фіналі Euroviisut 2006 голосування за переможця проходило у два етапи: з першого етапу шість найкращих учасників за підсумками телефонного голосування потрапляли до другого — суперфіналу, де знову проводилося голосування і визначався переможець. Фінал відбувся 10 березня 2006 року. Гурт виконав «Hard Rock Hallelujah» під десятим порядковим номером серед дванадцяти пісень та пройшов до етапу суперфіналу, посівши у фіналі перше місце з понад 29 000 голосів з кількісною перевагою над другим місцем у 6 разів. У суперфіналі «Hard Rock Hallelujah» зібрала понад 67 000 голосів та здобула право представляти Фінляндію на Євробаченні 2006. Друге місце посів Томі Мецакето з «Eternamente Maria» з більше ніж 45 000 голосами, а на третьому місці опинилася Анніка Еклунд, що зібрала понад 19 000 голосів з піснею «Shanghain valot», що згодом стала радіохітом.

### На Євробаченні

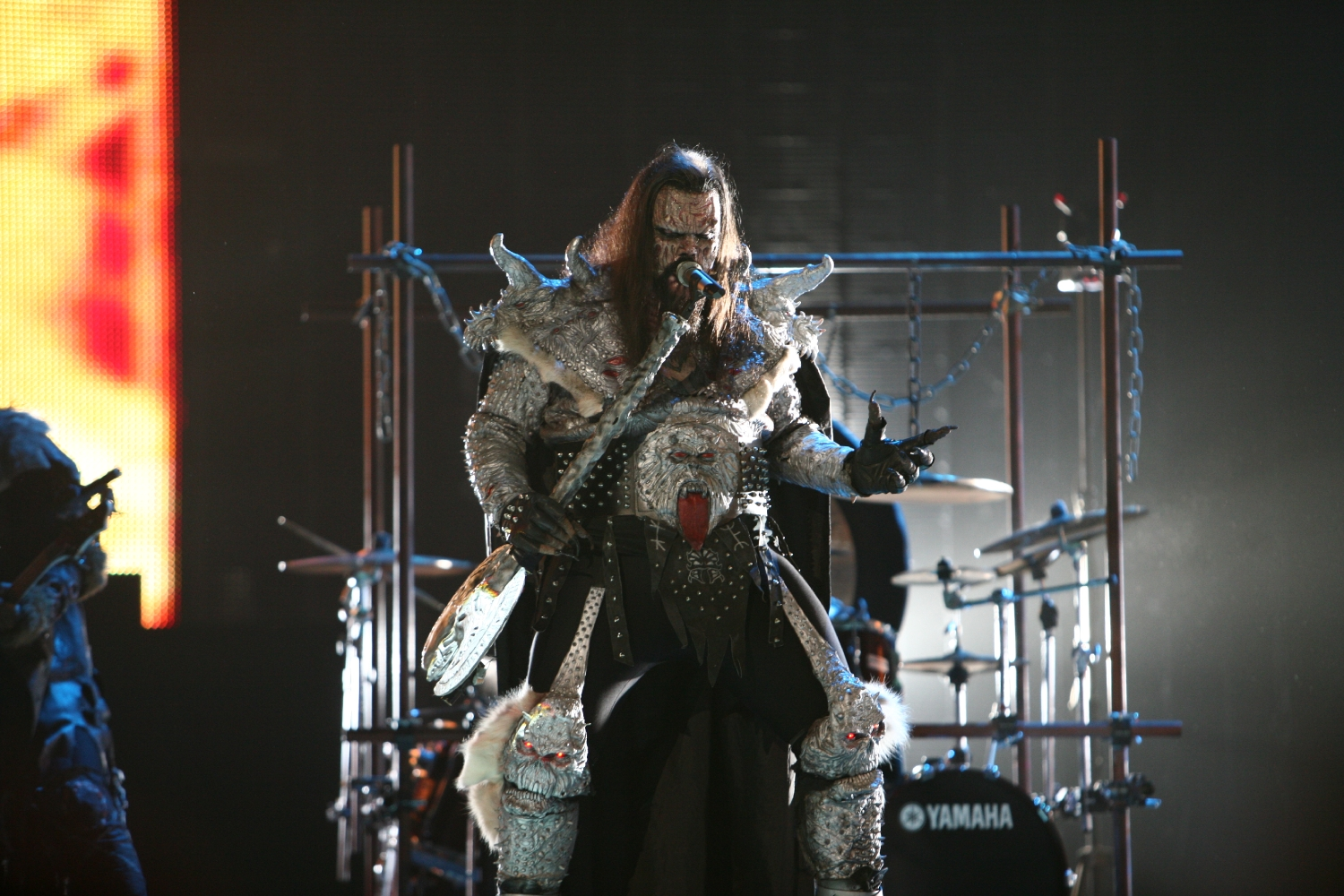
Виступ гурту Lordi з «Hard Rock Hallelujah» на Євробаченні 2007 в Гельсінкі

Пісенний конкурс Євробачення 2006 був 51-м випуском конкурсу і проходив в Афінах, столиці Греції, 18 і 20 травня 2006 року. Згідно з тогочасними правилами Євробачення, усі країни, за винятком країни-господарки, «Великої четвірки» (Франція, Німеччина, Іспанія та Велика Британія) і десятки найкращих учасників фіналу конкурсу минулого року (2005), повинні були пройти кваліфікацію в півфіналі. У півфіналі брали участь 24 країни, з яких десять, що здобули найбільше балів, проходили до фіналу.
21 березня 2006 року відбулося спеціальне жеребкування, яке визначило порядок виступів країн-учасниць у півфіналі, і Фінляндії випало виступати під 16 номером — після України та перед Нідерландами.
18 травня Lordi виконали «Hard Rock Hallelujah» у півфіналі Євробачення 2006. Після завершення півфіналу Фінляндію оголосили однією з країн, що пройшли до фіналу. Це стало першою кваліфікацією країни до фіналу з моменту запровадження півфіналів у 2004 році. Згодом стало відомо, що «Hard Rock Hallelujah» посіла перше місце в півфіналі, здобувши загалом 292 бали, з яких 12 балів, найвища оцінка, від Великої Британії, Естонії, Ісландії, Німеччини, Польщі та Швеції.
Виступ гурту був візуально й емоційно насиченим: піротехніка, сценічні костюми монстрів, агресивна харизма вокаліста та жест з капелюхом, оздобленим прапором Фінляндії. У виступі також були використані феєрверки, що вистрілювали з гітар, а за спиною вокаліста Lordi піднялися величезні крила кажана.

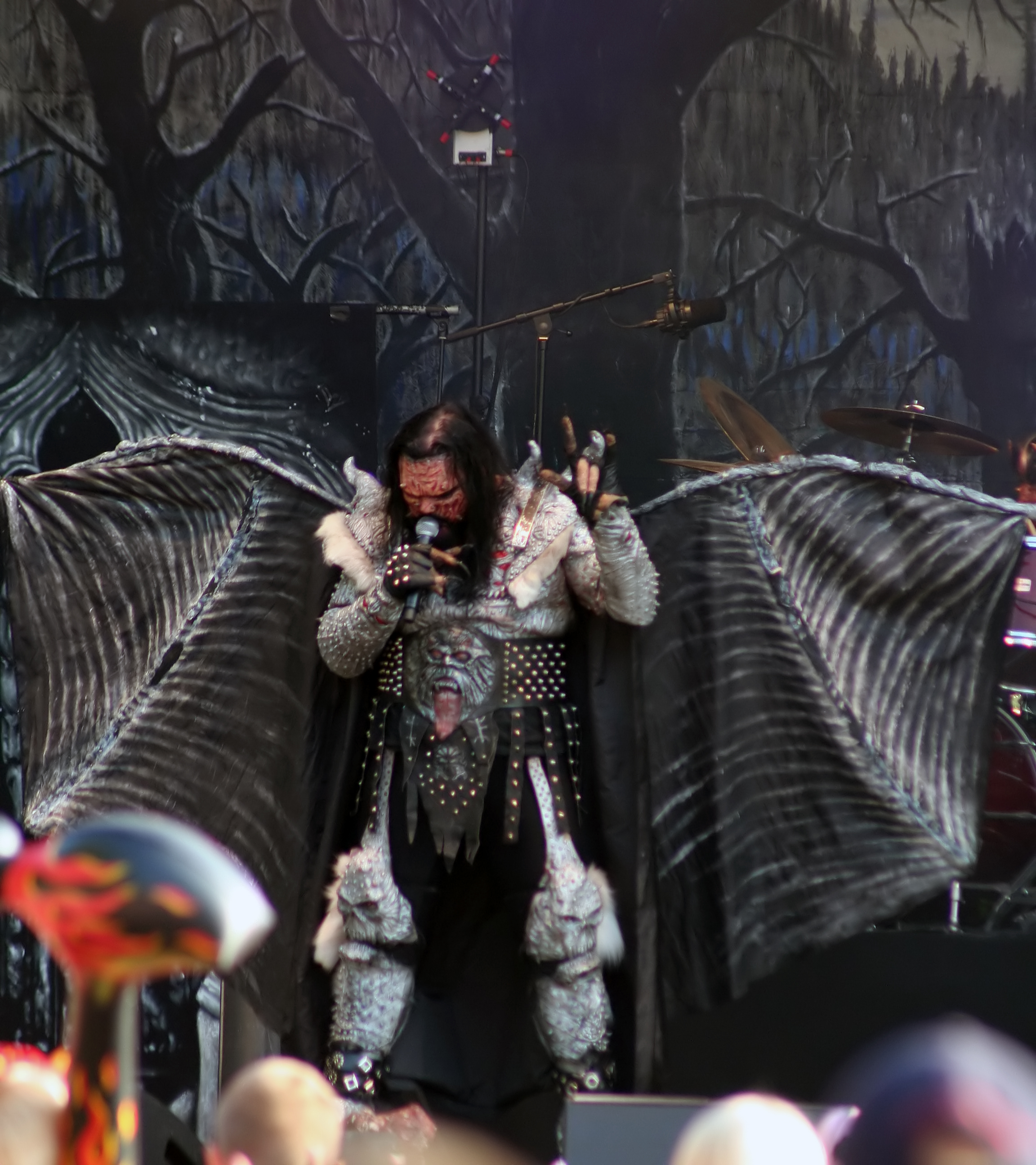
Соліст Lordi в костюмі з крилами кажана

Жеребкування порядку виступів у фіналі провели ведучі під час оголошення десяти країн, що кваліфікувалися з півфіналу. Так, Фінляндії випало виступати під 17 номером — після Греції та перед Україною. 20 травня Lordi виконали «Hard Rock Hallelujah» у фіналі Євробачення 2006. Приблизно півтора мільйона фінів спостерігали за шоу. Першою голосувала Словенія, яка дала Фінляндії 8 балів. Далі — Андорра, що віддала 10 балів, і Фінляндія вийшла в лідери, які зберігала до самого кінця конкурсу. Чим далі тривало підбиття підсумків, тим веселішими ставали фінські коментатори, Гейккі Паасонен і Яана Пелконен. Паасонен вигукував: «Нарешті!», «Знадобилося 40 років!». Так, у кінцевому підсумку «Hard Rock Hallelujah» знову зібрала 292 бали (як і у півфіналі) й здобула перемогу в конкурсі.
У фіналі 12 балів фінській заявці віддали ті ж країни, що й у півфіналі, окрім Німеччини, проте до них також приєдналися Норвегія, Греція і Данія. Це стало першою перемогою Фінляндії на Євробаченні з часу її дебюту в 1961 році й станом на 2025 рік ця перемога залишається єдиною.

## Після Євробачення 2006

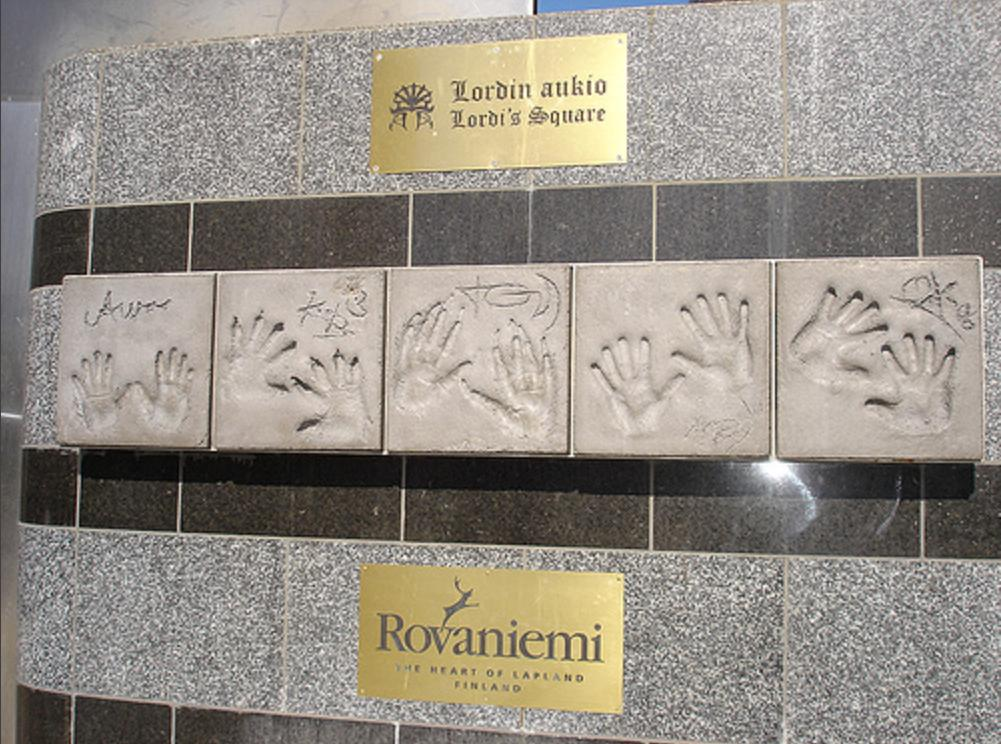
Площа на честь Lordi в Рованіємі зі зліпками рук учасників гурту

Lordi повернулися до Фінляндії вже наступного дня після фіналу. В інтерв'ю місцевому виданню соліст гурту, Mr. Lordi, сказав, що сподівається, що перемога «Hard Rock Hallelujah» покаже іншим, що на Євробаченні можуть перемагати не лише балади, а також, що їхня перемога є доказом того, що фанати року також дивляться Євробачення. «Сподіваємося, що дедалі більше рок- і метал-гуртів братимуть участь у конкурсі», — додав він. Mr. Lordi також зізнався, що не був упевнений у перемозі до фіналу. Він сподівався, що гурт потрапить хоча б у десятку найкращих.

### Святкування

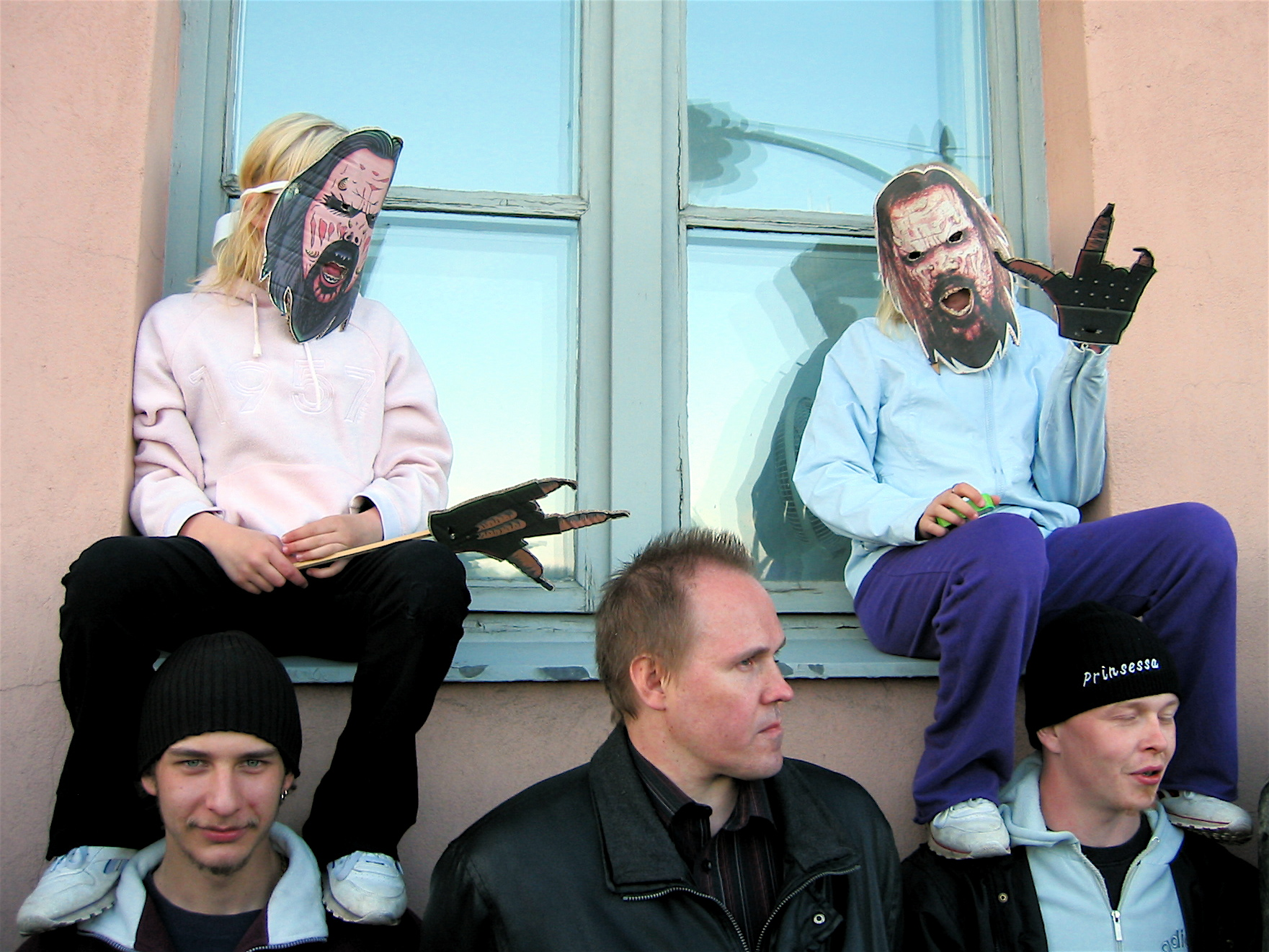
Люди в Гельсінкі в масках Lordi святкують перемогу гурту на Євробаченні 2006

26 травня 2006 року понад 90 000 людей зібралися на площі Кауппаторі в Гельсінкі, щоб відсвяткувати перемогу на Євробаченні. Під час заходу також був встановлений світовий рекорд з групового караоке — піснею для цього стала переможна «Hard Rock Hallelujah». За словами поліції, це стало найбільшим національним святом в історії Фінляндії, яке перевершило навіть святкування перемоги на чемпіонаті світу з хокею 1995 року. Президентка Фінляндії Тар'я Галонен вручила гурту бронзовий прапорець — знак якості від Асоціації фінської праці. Її коротка промова на честь цього була короткою: «Якісна фінська робота».

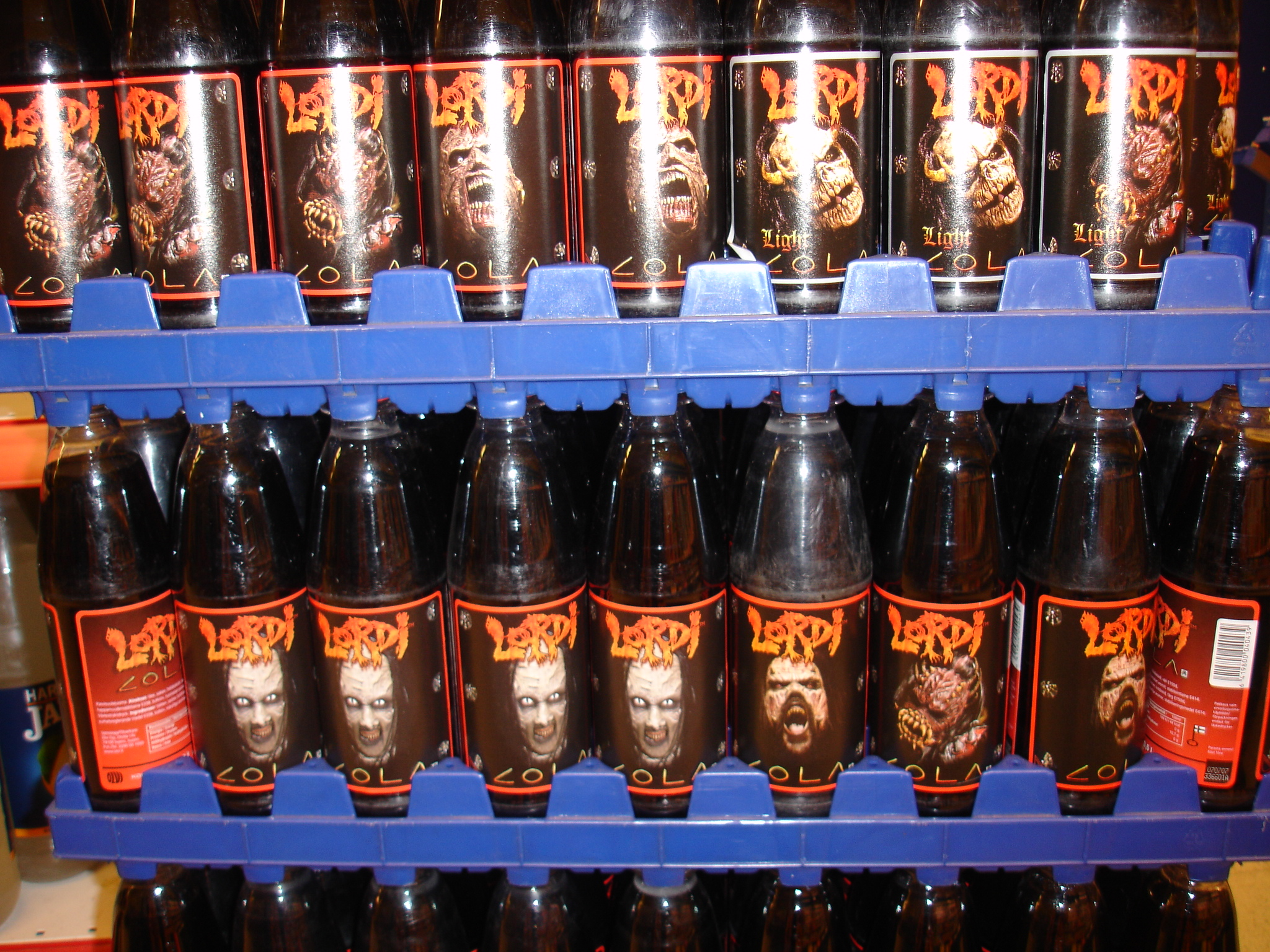
«Lordi Cola»

У рідному місті Lordi, Рованіємі, одну з площ назвали на честь Mr. Lordi, а до Євробачення 2007 вийшла серія поштових марок, одна з яких прикрашалася знайомим «обличчям монстра». Рідне місто гітариста-мумії Амена встановило абстрактну скульптуру «Hard Rock» поруч із його колишньою школою. Маркетологи також скористалися перемогою пісні: з'явилися продукти «Hard Dog Hallelujah» (грінки з сосисками), «Lordi Cola» та «Lordi» — цукерки.

### Євробачення 2007, 2016 і 2021
У травні 2007 року Lordi виконали «Hard Rock Hallelujah» на Пісенному конкурсі Євробачення 2007, що проходив у Гельсінкі. Гурт відкривав фінал. Шоу з піснею розпочалося із другого кліпу на «Hard Rock Hallelujah», створеного спеціально для конкурсу 2007 року, і перейшло у живий виступ на сцені Євробачення.

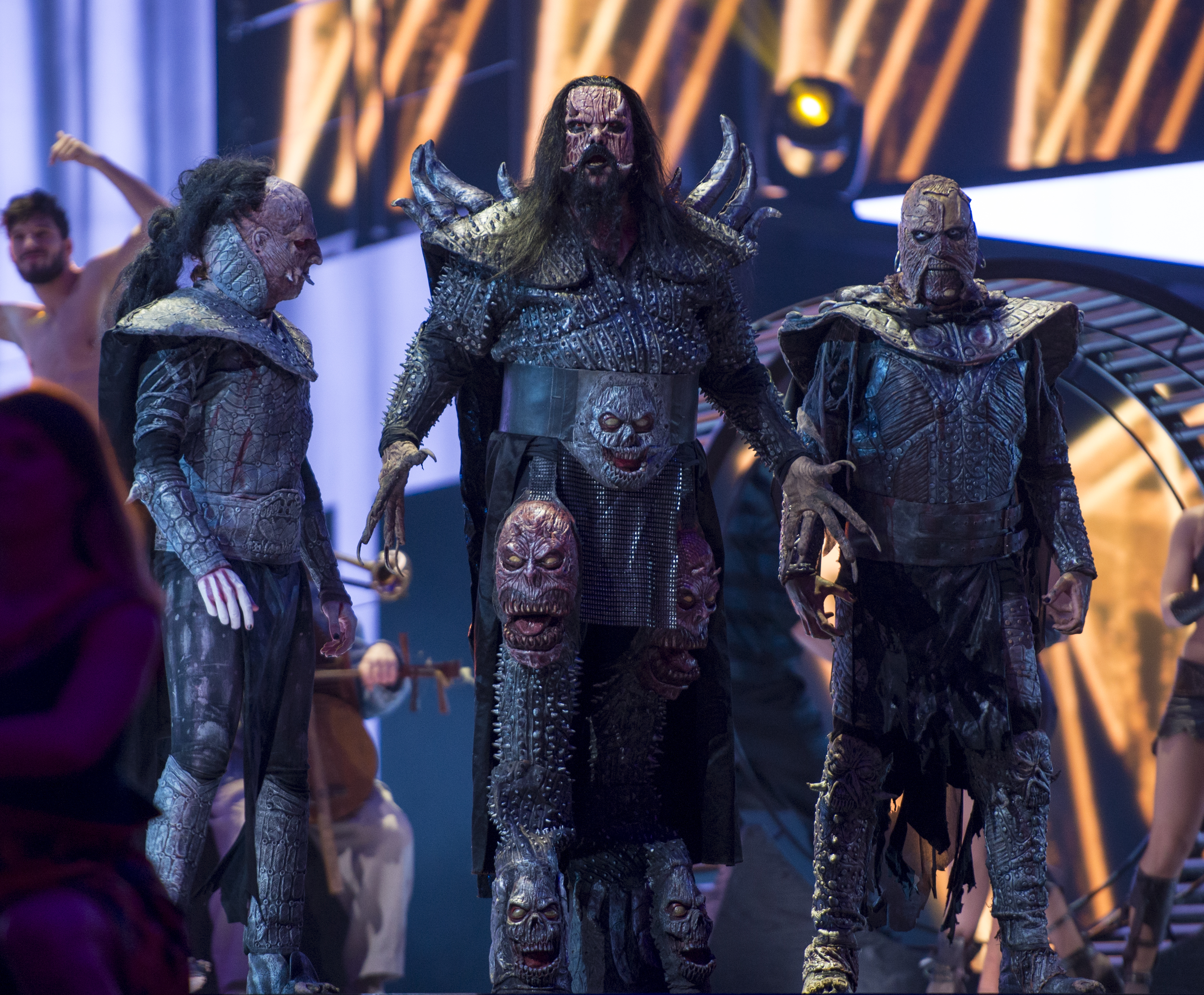
Lordi на Євробаченні 2016

14 травня 2016 року Lordi виступили в інтервал-акті Пісенного конкурсу Євробачення 2016 у Стокгольмі, Швеція у жартівливому музичному номері під назвою «Love Love Peace Peace» про пісні та виступи Євробачення. Того ж року гурт виконував «Hard Rock Hallelujah» на Uuden Musiikin Kilpailu 2016, національному відборі Фінляндії.
25 березня 2021 року стало відомо, що Lordi виступатимуть на Пісенному конкурсі Євробачення 2021 в Роттердамі, Нідерланди, щоб виконати «Hard Rock Hallelujah» у рамках інтервал-акту під назвою «Rock the Roof». Інтервал-акт охоплював виступи шести переможців Євробачення, які виконали свої переможні пісні на дахах у різних частинах Роттердама. Серед артистів, окрім Lordi, були залучені: Ленні Кюр з піснею «De troubadour» (1969), гурт Teach-In і Гетті Касперс з «Ding-a-dong» (1975), Сандра Кім з «J'aime la vie» (1986), Єлена Папарізу з «My Number One» (2005) і Монс Сельмерлев з «Heroes» (2015).

## Критика і сприйняття

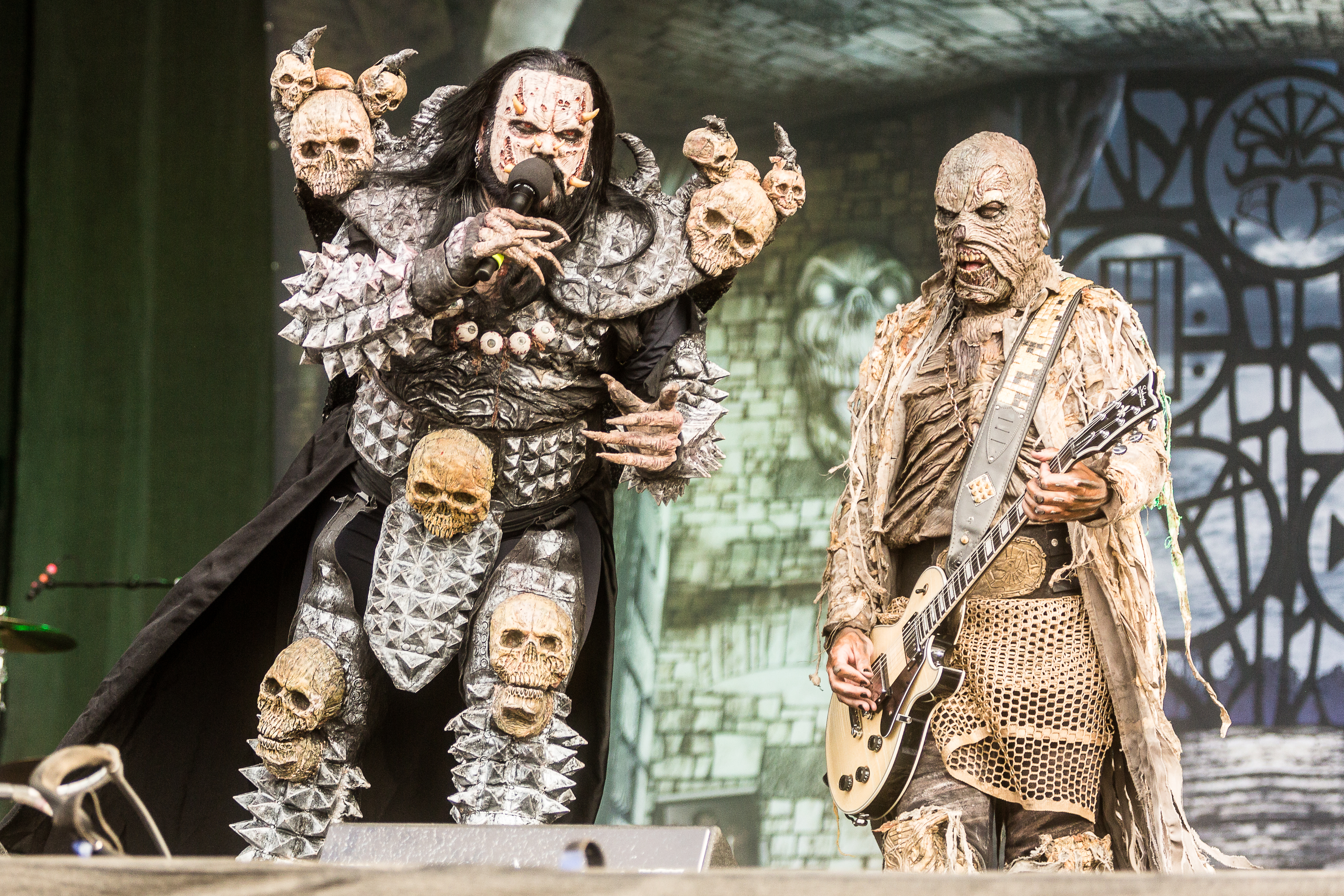
Lordi

До того, як Lordi перемогли на Євробаченні, деякі критики заявляли, що «латексні монстроподібні мутанти зганьблять Фінляндію, надихнуть на сатанинське поклоніння та налякають дітей, підриванням на сцені ляльки Барбі». З березня, відколи «Hard Rock Hallelujah» перемогла на національному відборі, багато мешканців Фінляндії боялися, що гурт зіпсує репутацію країни. Пісня активно обговорювалася в радіо- і телешоу, а витівки гурту не сходили з таблоїдних заголовків. Обурені фіни навіть закликали президентку Тар'ю Галонен відкликати заявку з Євробачення. Деякі консервативні організації Греції, де проходило Євробачення 2006, також винувачували гурт у пропаганді сатанізму.
Террі Воган, коментатор британського телеефіру Євробачення, сказав, що Lordi підняли конкурс на новий рівень безглуздості своїм хітом «Hard Rock Hallelujah», жартома назвав виступ гурту «приємно стриманим» і додав: «щороку я сподіваюся, що дурощів буде менше, і щороку їх усе більше».
Алексіс Петрідіс, рок-критик The Guardian, сказав: «Конкурс став подією, повною видовищності та ексцентрики — і став лише кращим від цього… Коли Євробачення давало якісну музику? Бачити, як люди з країн, про які ніколи не чув, виконують дивацтва на сцені — це просто фантастично».

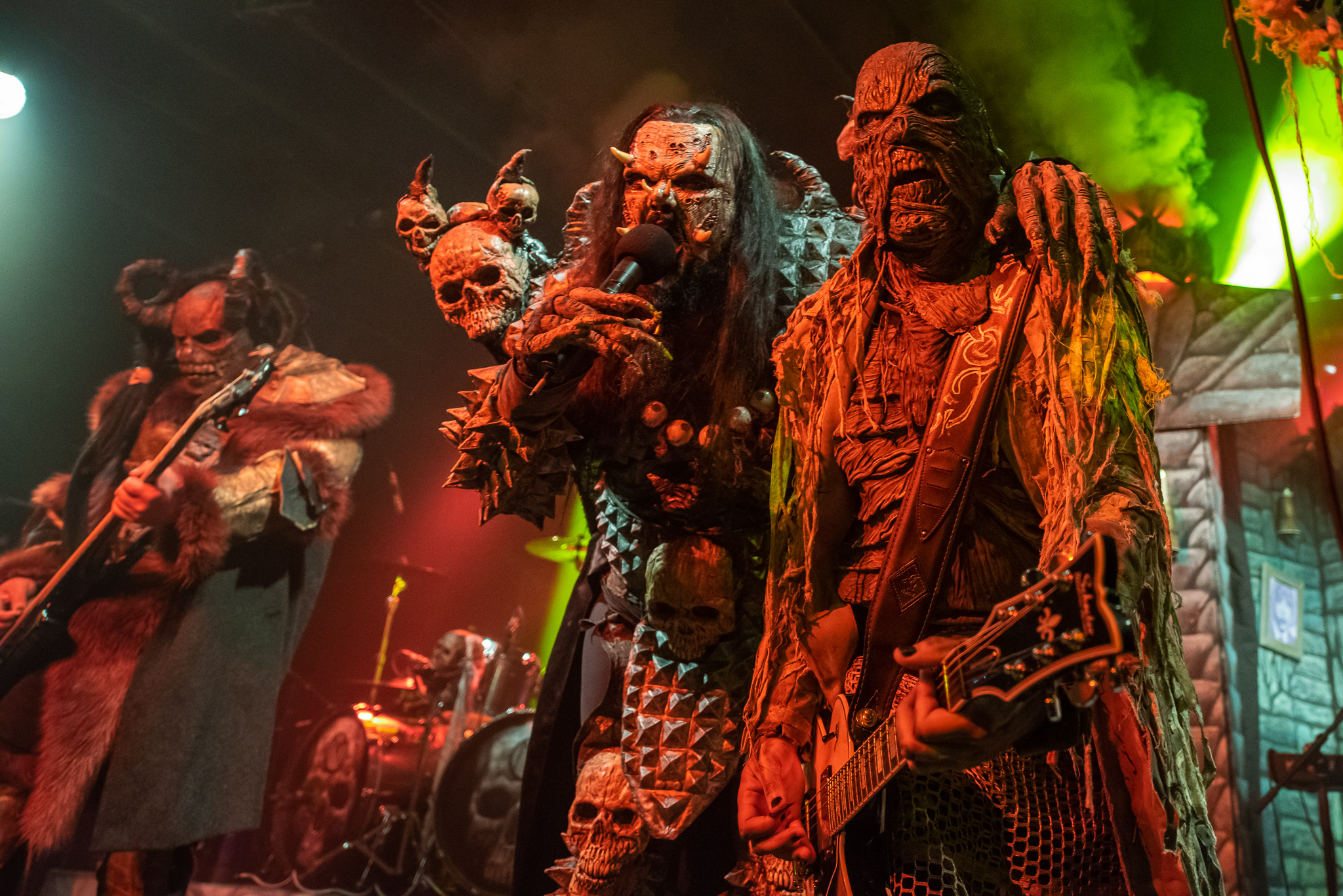
Lordi

Алекс Стубб, депутат Європарламенту від Фінляндії, заявив після перемоги гурту: «Нас зараз бачать як диво Півночі, землю Nokia й високих технологій, одну з найбільш конкурентоспроможних економік у світі, і країну, що „качає“. Будь-який комплекс меншовартості — в минулому. І Lordi — частина цього». Міністерка культури Тан'я Карпела зазначила, що перемога Lordi показує — фінська музика може бути успішною за кордоном. «Є чимало з нас, хто слухає таку музику, і нарешті з'явилася можливість проголосувати за щось, що відрізняється від звичної лінії Євробачення», — заявив прем'єр-міністр країни Матті Ванганен.
Марк Фрай, директор з маркетингу Sony BMG у Фінляндії, казав, що Lordi зламали всі шаблони маркетингу, показавши, що екстравагантність може стати таким же успішним фінським експортом, як хокей чи олені.
Helsingin Sanomat, найбільша передплатна фінська газета, написала: «Роки принижень, розчарування і „нулі балів“ були зметені, коли фінський номер зірвав усю сцену в Афінах». Така реакція було пов'язано з тим, що Фінляндія часто отримувала «нуль балів» — країна вісім разів посідала останнє місце і двічі відмовлялася від участі через погані результати на Євробаченні.

### Букмекери
Перемога «Hard Rock Hallelujah» на Євробаченні обійшлася букмекерській компанії William Hill у найбільші втрати за всю історію конкурсу. Спочатку шанси Lordi оцінювались як 25 до 1, але до початку шоу вони скоротились до 7 до 1. «Ми були впевнені, що, попри ажіотаж, у Фінляндії немає шансів. У майбутньому ми будемо значно обережніші щодо „дивних“ учасників», — сказав Руперт Адамс, представник William Hill.

## Чарти

### Тижневі
| Чарт (2006)                         | Найвища позиція |
| ----------------------------------- | --------------- |
| Австрія (Ö3 Austria Top 40)         | 2               |
| Бельгія (Ultratop 50 Валлонія)      | 21              |
| Бельгія (Ultratop 50 Фландрія)      | 2               |
| Велика Британія (UK Singles)        | 27              |
| Велика Британія (UK Rock & Metal)   | 1               |
| Греція (IFPI)                       | 6               |
| Європа (Eurochart Hot 100)          | 7               |
| Ірландія (IRMA)                     | 4               |
| Нідерланди (Single Top 100)         | 27              |
| Німеччина (GfK)                     | 5               |
| Норвегія (VG-lista)                 | 9               |
| Туреччина (Turkish Singles Chart)   | 14              |
| Фінляндія (Suomen virallinen lista) | 1               |
| Швейцарія (Schweizer Hitparade)     | 5               |
| Швеція (Sverigetopplistan)          | 8               |
| Шотландія (OCC)                     | 12              |

### Річні
| Чарт (2006)                     | Найвища позиція |
| ------------------------------- | --------------- |
| Австрія (Ö3 Austria Top 40)     | 15              |
| Бельгія (Ultratop 50 Фландрія)  | 12              |
| Німеччина (GfK)                 | 27              |
| Швейцарія (Schweizer Hitparade) | 47              |
| Швеція (Sverigetopplistan)      | 56              |

### Сертифікація
| Регіон           | Сертифікація | Продажі |
| ---------------- | ------------ | ------- |
| Німеччина (BVMI) | Золото       | 150 000 |

## Треклист
Фінський CD-сингл
1. «Hard Rock Hallelujah» (Eurovicious radio edit) — 3:01
2. «Hard Rock Hallelujah» (повна альбомна версія) — 4:07
3. «Mr. Killjoy» — 3:24

Європейський CD-сингл
1. «Hard Rock Hallelujah» (Eurovicious radio edit) — 3:01
2. «Mr. Killjoy» — 3:24

Німецький CD-сингл
1. «Hard Rock Hallelujah» (Eurovicious radio edit) — 3:01
2. «Supermonstars» (альбомна версія) — 4:04

Німецький дводисковий CD-сингл
- CD сторона

1. «Hard Rock Hallelujah» (Eurovicious radio edit)
2. «Hard Rock Hallelujah» (повна альбомна версія)
3. «Mr. Killjoy»

- DVD сторона

1. «Hard Rock Hallelujah» (відео)
2. «Blood Red Sandman» (відео)
3. «Devil Is a Loser» (відео)